# Siegfried Haltman
Siegfried Haltman (Moengo; 26 de diciembre de 1941-Paramaribo; 3 de septiembre de 2016) fue un futbolista surinamés que jugaba como delantero.

## Clubes
| Club             | País           | Año       |
| ---------------- | -------------- | --------- |
| Robinhood        | Surinam        | 1963-1967 |
| América (cesión) | Brasil         | 1966      |
| Baltimore Bays   | Estados Unidos | 1968      |
| AZ '67           | Países Bajos   | 1968-1969 |
| Robinhood        | Surinam        | 1969-1972 |

## Palmarés

### Títulos nacionales
| Título         | Equipo    | País    | Año  |
| -------------- | --------- | ------- | ---- |
| Eerste Divisie | Robinhood | Surinam | 1964 |
| Eerste Divisie | Robinhood | Surinam | 1971 |

### Distinciones individuales
| Distinción                   | Año  |
| ---------------------------- | ---- |
| Futbolista surinamés del año | 1964 |